# Palazzo Stefano Lomellini

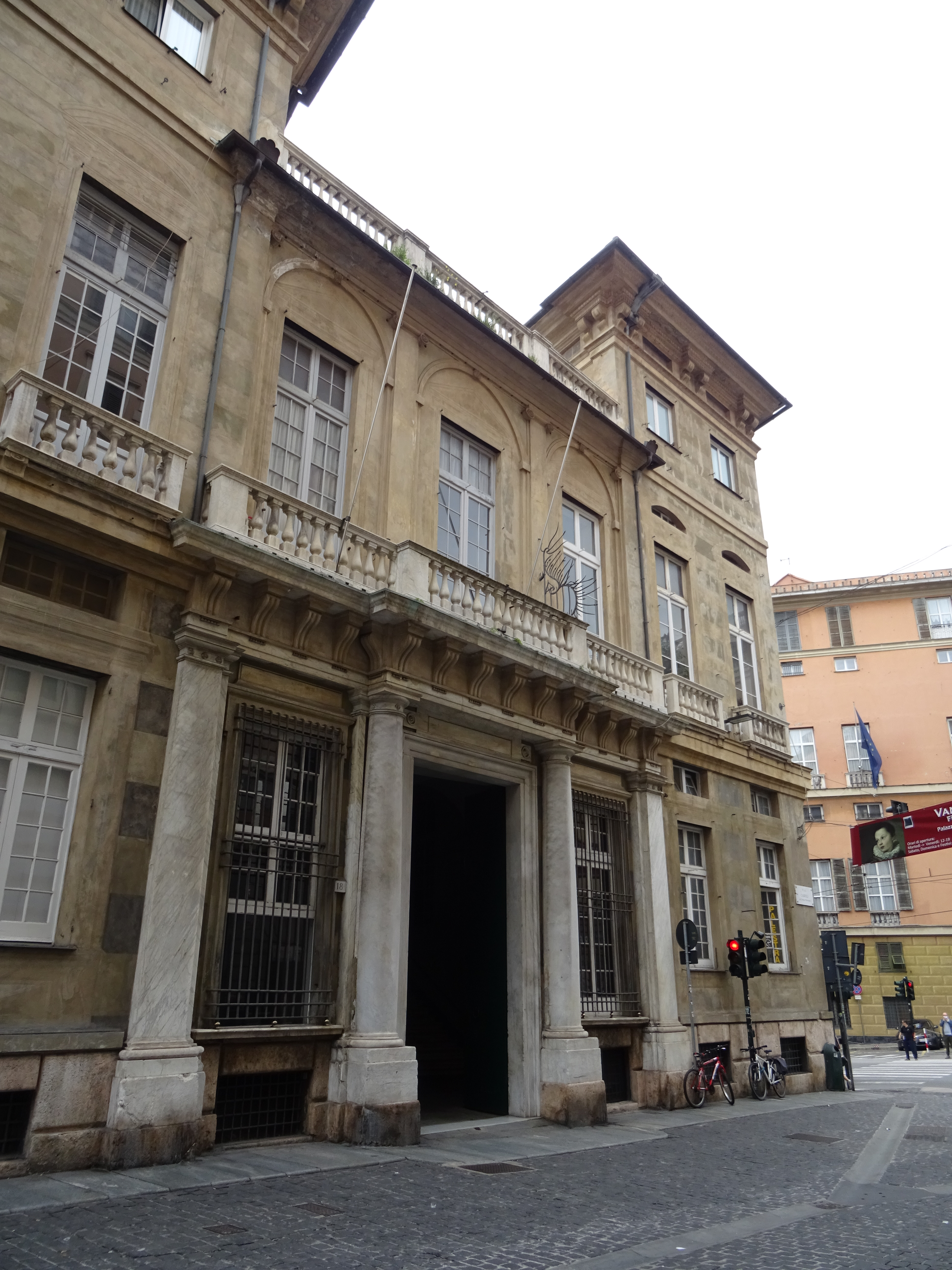
Fassade zur Via Cairoli

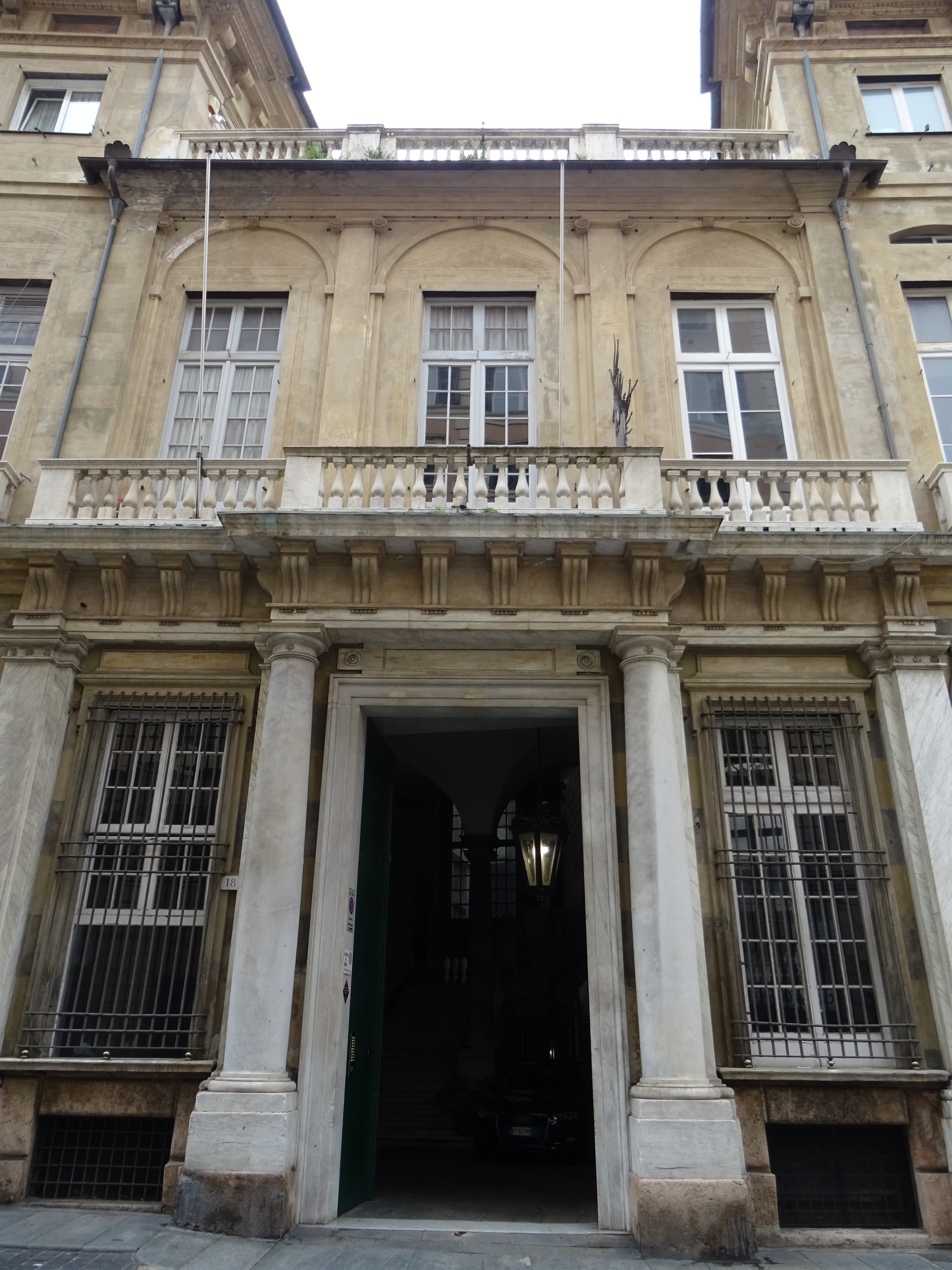
Fassade zur Via Cairoli

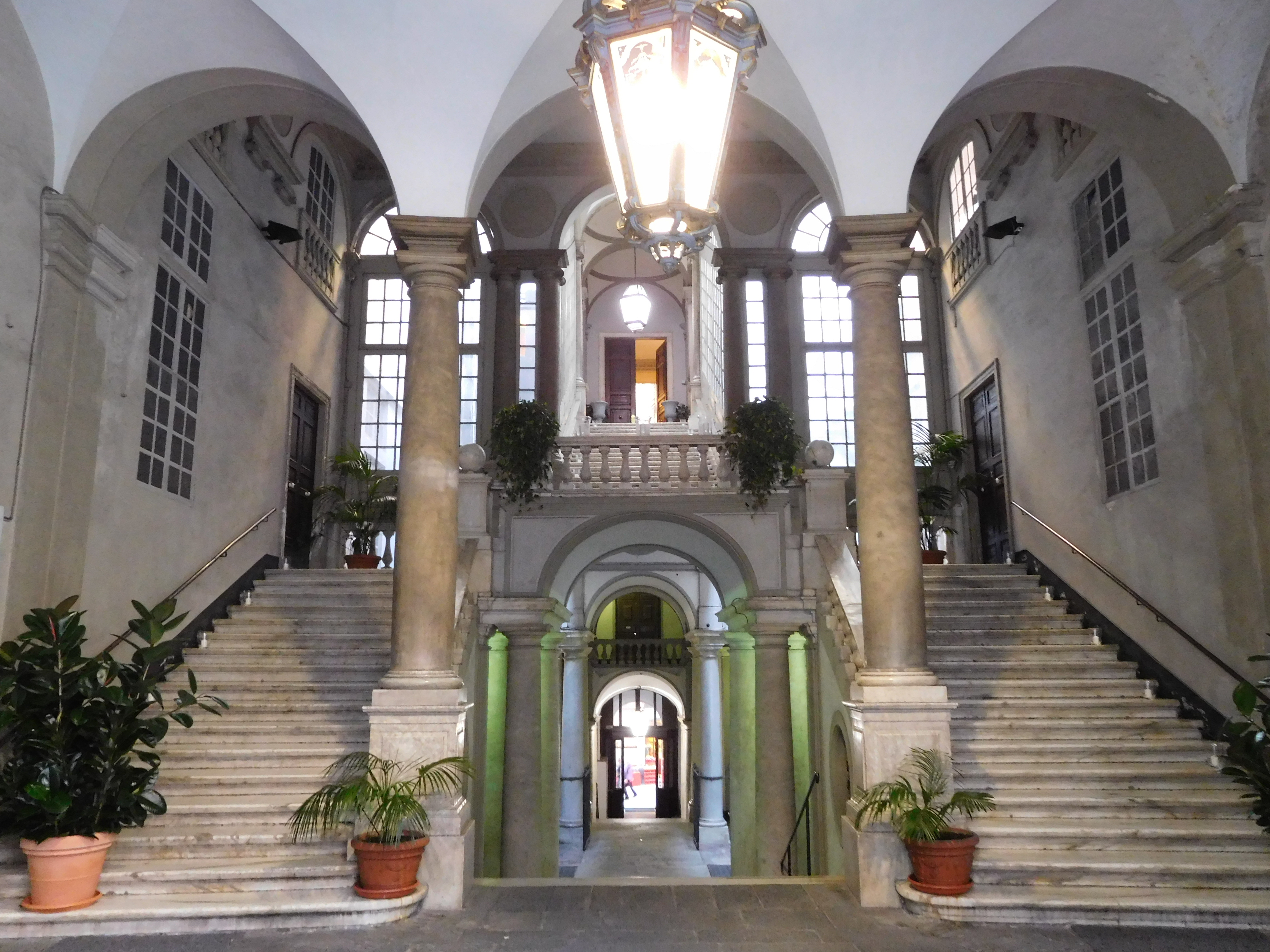
Das theatralische Treppenhaus

Der Palazzo Stefano Lomellini (auch: Palazzo Lomellini-Doria Lamba) ist ein Stadtpalast in Genua, der Teil des Welterbes der UNESCO „Genoa: Le Strade Nuove and the system of the Palazzi dei Rolli“ (deutsch: Genua: Le Strade Nuove und die Palazzi dei Rolli) ist. Das Gebäude liegt an der Via Cairoli 18.

## Geschichte
Stefano Lomellino ließ auf einem Teilgrundstück noch vor 1588 einen Palazzo errichten. Dieser war viel kleiner als das heutige Gebäude. Als einer der Palazzi dei Rolli war er in den Rolli von 1588 bis 1664 eingetragen, wo er im Laufe der Zeit recht unterschiedlich klassifiziert wurde (zu den Einzelheiten dieser Eintragungen vergleiche hier).
Tommaso Balbi kaufte den Palast 1776. Es war auch die Zeit, als die Strada Nuovissima angelegt wurde (1777–1786). Er beauftragte Gregorio Pettondi, der auch mit dem Straßenneubau beauftragt war, den Stadtpalast zu renovieren. Damals bestand die Fläche aus zwei Grundstücken und zwei Gebäuden, die auf die heutige Via Lomellini hin ausgerichtet und durch die Gasse Vico Molini getrennt waren. Die Arbeiten wurden 1788 abgeschlossen.
Heute gehört das Gebäude der Familie Lamba und beherbergt Büros und Wohnungen.

## Gebäude
Die Fassade zur Via Cairoli gliedert sich in drei vertikale Abschnitte: Zwei turmartige Strukturen an den beiden Seiten, in denen sich Salons befinden, und ein zentraler Teil, hinter dem das Atrium und die Treppe liegen. Die Dekoration der Fassade führte Gaetano Carbone aus, der von Mai 1781 bis März 1784 daran arbeitete.
Der Entwurf von Pettondi für den Umbau von 1777 bis 1786 hielt am alten Grundriss fest und verband beide Gebäude durch Höfe und Atrien, die das neue monumentale Portal an der Strada Nuovissima und den historischen Eingang, der genau gegenüber lag, miteinander verbanden. Dies gelang trotz aller Schwierigkeiten wie etwa dem Höhenunterschied, der begrenzten Fläche der Grundstücke und der Tatsache, dass die einzige Lichtquelle von oben kommt. Vom neuen Eingang an der Strada Nuovissima führt eine monumentale Marmortreppe in das Piano nobile.
Die Innenräume wurden zur gleichen Zeit renoviert, wobei die damals beliebte Stuckdekoration in großem Umfang angebracht wurden. Zahlreiche Gemälde auf Leinwand schmückten die Wände, wie etwa ein Zyklus mit Allegorien von Sebastiano Conca, von dem nur noch das zugehörige Deckengemälde erhalten ist, auf dem auch ligurische Künstler dargestellt sind, etwa Pietro und Simone Cantoni.